# Dofri

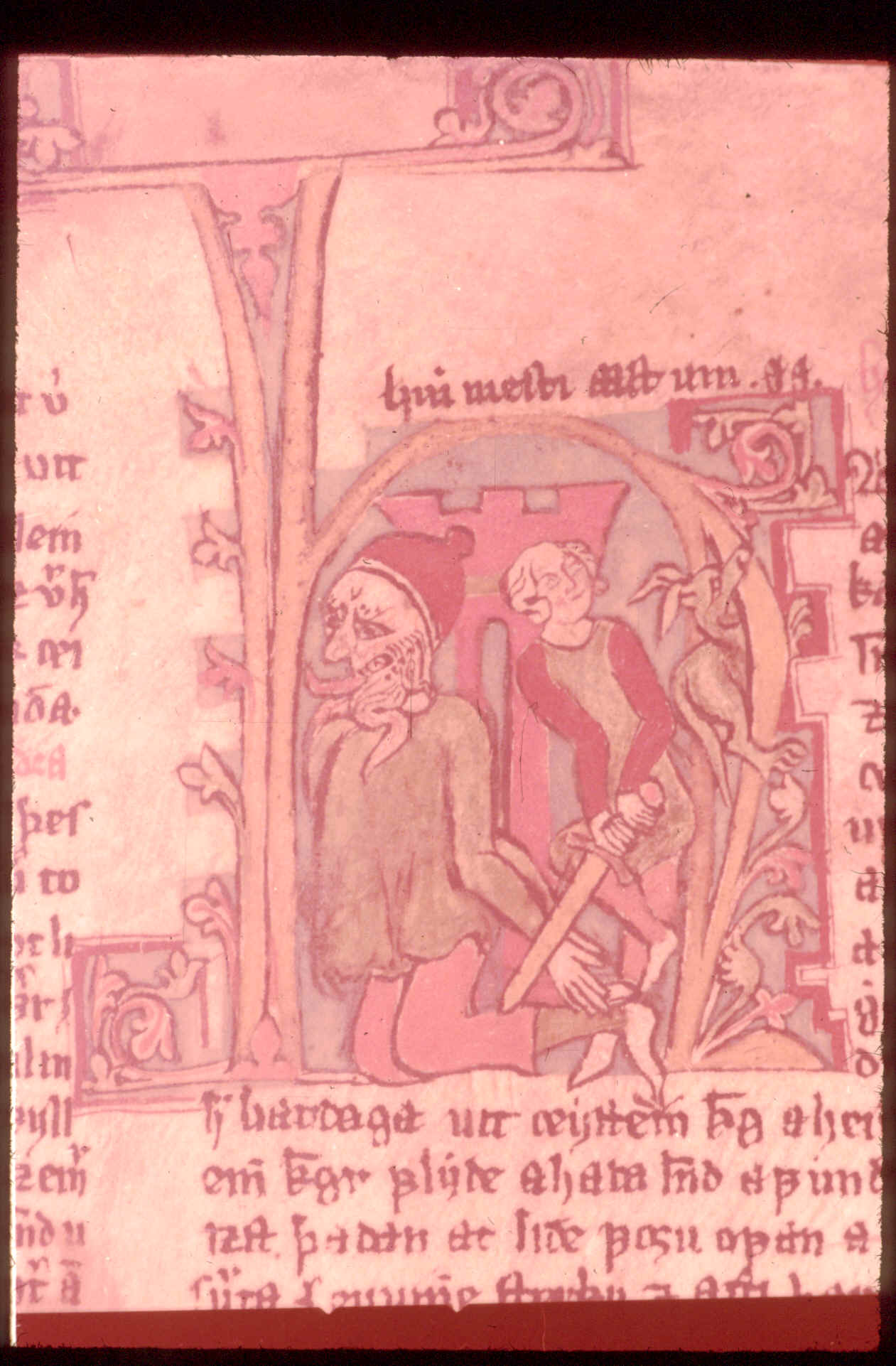
Harald Schönhaar befreit Dofri (Darstellung aus dem isländischen Flateyjarbók aus dem 14. Jahrhundert)

Dofri ist der Name eines Riesen aus der Nordischen Mythologie, der in den Þulur und in Haralds þáttr genannt wird. In Haralds þáttr wird er beschrieben als ein Riese, der im Berg Dofrafjall lebt (von dem sich sein Name ableitet, der nach Rudolf Simek auch als „der Faule“ deutbar ist).
Dofri versucht in Haralds þáttr zum Julfest die Speisen aus der Halle Halvdans des Schwarzen zu stehlen, wird jedoch dabei ertappt und festgesetzt. Der junge Harald Schönhaar befreit den Riesen. Dieser nimmt sich Haralds an, der aufgrund der Tat vom Vater verbannt wurde, und erzieht diesen für seine künftigen Aufgaben als norwegischer König.